# パラノーマル・アクティビティ3
『パラノーマル・アクティビティ3』（Paranormal Activity 3）は、2011年公開のアメリカ合衆国のホラー映画である。『パラノーマル・アクティビティ』シリーズの3作目であり、1作目より18年前が描かれる。

## ストーリー
2006年、アメリカ合衆国カルフォルニア州のサンディエゴとカールズバッド、2つの場所で起きた謎の未解決事件に遡ること18年、封印されていた最も恐ろしい事件が、今、明らかになる…カルフォルニア州サンタローザ。
これは1988年9月10日から2週間におよび記録された、ケイティとクリスティの幼少時に、姉妹とその家族が体験した恐ろしい出来事をホームビデオがとらえた身も凍る映像である。カメラが記録していたのは、少女たちが鏡の前で行う"怖い遊び"を始めとする、無数の超常現象だった。
やがて記録された映像は、次第にエスカレートし、家族に対し牙をむき始める。

## キャスト
| 役名                 | 俳優                             | 日本語吹替 |
| -------------------- | -------------------------------- | ---------- |
| デニス               | クリストファー・ニコラス・スミス | 小松史法   |
| ジュリー             | ローレン・ビットナー             | 宮島依里   |
| ケイティ（幼少期）   | クロエ・チェンゲリ               | 合田絵利   |
| クリスティ（幼少期） | ジェシカ・タイラー・ブラウン     | 楠見藍子   |
| ランディ             | ダスティン・イングラム           | 中川慶一   |
| ロイス               | ハリー・フット                   | 定岡小百合 |
| クリスティ           | スプレイグ・グレイデン           | 高橋理恵子 |
| ダニエル             | ブライアン・ボーランド           | 志村知幸   |
| ケイティ             | ケイティー・フェザーストン       | 若原美紀   |